# William Bligh

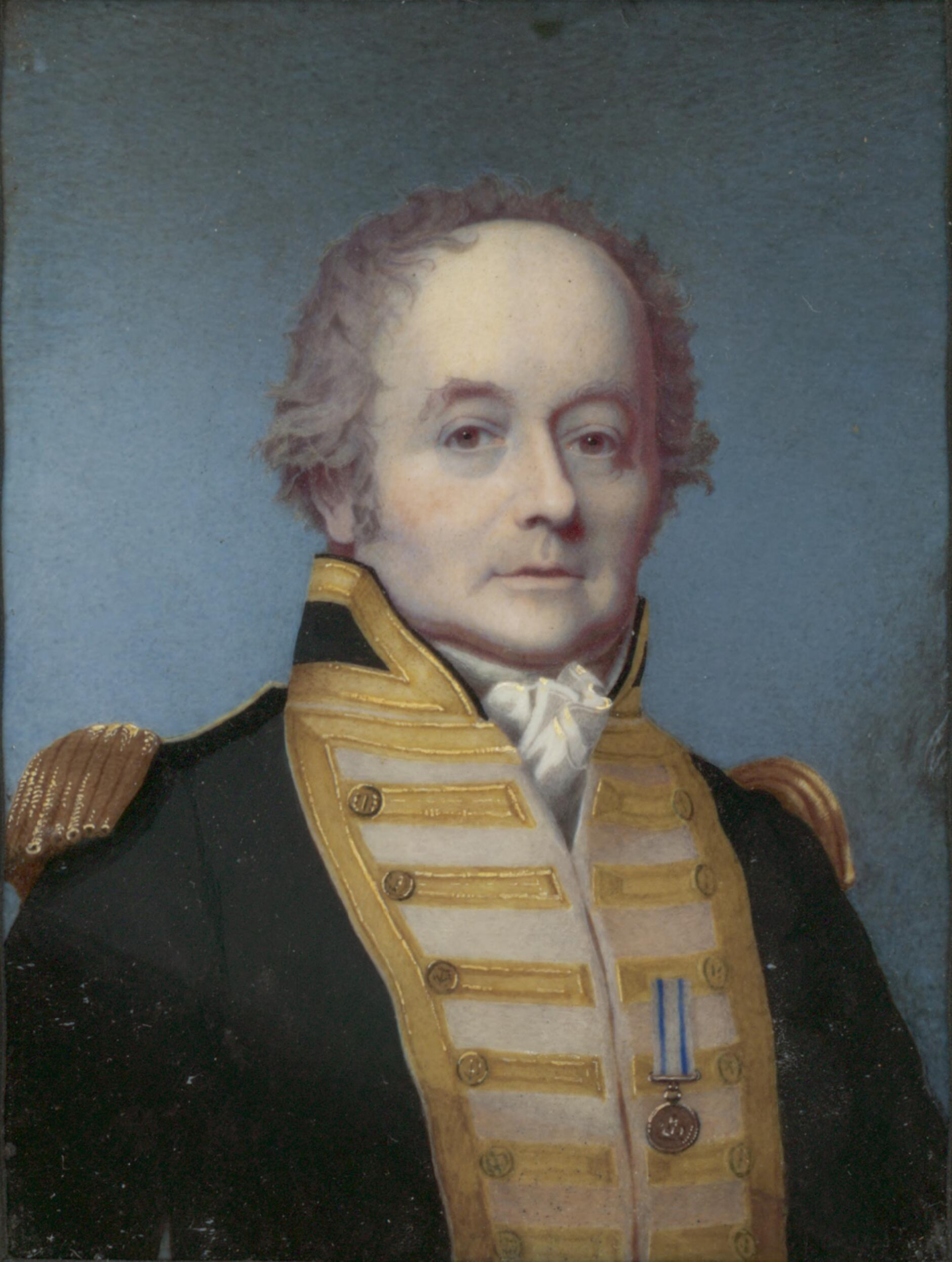
William Bligh

William Bligh (n. probabil la 9 septembrie 1754, Plymouth – d. 7 decembrie 1817, Londra) a fost un ofițer de marină britanic și guvernatorul coloniei Noul Wales de Sud din Australia. El devine cunoscut prin revolta matrozilor de pe Bounty și prin călătoria cu barca ca. 5.800 km, fără instrumente de navigație, din estul Polineziei până la insula Timor. Călătoria a durat 6 săptămâni, ea fost cauzată de un atac al indigenilor, Bligh care un geniu în arta navigației, a fost debarcat pe insulă cu o parte din echipaj, care nu s-a alăturat revoltei matrozilor.